# Giovanni VIII (antipapa)
Giovanni VIII, o semplicemente Giovanni (fl. IX secolo), è stato un presbitero romano eletto antipapa nell'844.

## Biografia
Dell'antipapa Giovanni si sa ben poco. Era un arcidiacono romano quando, dopo la morte di papa Gregorio IV, il 25 gennaio 844, venne proclamato papa dal popolo per acclamazione e prese possesso del palazzo del Laterano. L'aristocrazia romana e la maggioranza del clero, riuniti nella basilica di San Martino, elessero Sergio II, un presbitero romano di nobili natali.
Dopo pochi giorni, le milizie di Sergio si recarono in Laterano per reprimere l'opposizione di Giovanni, il quale, dopo essere stato abbandonato dai suoi sostenitori, venne imprigionato e condannato a morte. Sergio venne poi immediatamente consacrato senza attendere la ratifica della corte dei Franchi e concesse la grazia a Giovanni che vide commutata la pena capitale in esilio. Da questo momento di Giovanni non si sa più nulla.

## Leggende
Al nome dell'antipapa Giovanni VIII viene associata talvolta la figura di una leggendaria Papessa Giovanna che avrebbe regnato sotto le mentite spoglie di un uomo dopo il regno di papa Leone IV.

## Fonti
- John N.D. Kelly, Gran Dizionario Illustrato dei Papi, Casale Monferrato (AL),  Edizioni Piemme S.p.A., 1989, ISBN 88-384-1326-6, p. 279
- Claudio Rendina, I papi, Roma, Ed. Newton Compton, 1990, p. 266